# توماس براون (سياسي أمريكي)
توماس براون (بالإنجليزية: Thomas Brown)‏ هو سياسي أمريكي، ولد في 24 أكتوبر 1785 في مقاطعة ويستمورلاند في الولايات المتحدة، وتوفي في 24 أغسطس 1867 في تالاهاسي في الولايات المتحدة. حزبياً، نشط في حزب اليمين. وقد انتخب حاكم ولاية فلوريدا ‏ (1 أكتوبر 1849 – 3 أكتوبر 1853) وانتخب عضو مجلس نواب فلوريدا.